# Csajkovszkij (település)
Csajkovszkij (oroszul: Чайковский) város Oroszország Permi határterületén, a Csajkovszkiji önkormányzati járás székhelye. A nagy orosz zeneszerzőről, Pjotr Csajkovszkijról kapta nevét, aki a közeli Votkinszkban született.
Lakossága: 82 895 fő (a 2010. évi népszámláláskor).

## Fekvése
A Permi határterület délnyugati részén, Permtől országúton 325 km-re, a Kámán kialakított Votkinszki-víztározó bal partján helyezkedik el, a vízerőmű mellett. Folyami kikötő. Vasútállomása (Szajgatka) a Kazany–Jekatyerinburg vasúti fővonalról Szarapulnál leágazó szárnyvonal végpontja.
A Szajgatka folyó ártere a víztározó feltöltésekor nyolc km hosszú és több mint egy km széles öböllé alakult. A várost három oldalról vízfelület veszi körül; központja félszigetre épült, és tíz lakónegyede (mikrorajonja) van.

## Története, gazdasága
A Votkinszki-vízerőmű és a gát építésének kezdetekor, az építők munkatelepeként jött létre 1955-ben. A helyén Szajgatka falu állt; mely 1646-ban keletkezett az azonos nevű folyó torkolatánál.
Az 1020 MW teljesítményű vízerőmű, mely mellett a település fokozatosan kiépült, az uráli régió villamosenergia-rendszerének része. Első egysége 1961-ben kezdett termelni, a teljesen kész létesítményt hivatalosan 1966-ban adták át. A város gazdaságában azóta is fontos szerepe van.
1962-ben kezdték meg a városi Selyemszövet Kombinát építését, ahol 1966-ban indult meg a termelés. Napjainkban a kombinát Csajkovszkiji Textil néven részvénytársasági formában működik. Elsősorban olaj-, tűz- és hőálló védőruházati, egyenruha és munkaruha célú szöveteket állít elő. Szintén 1962-ben húsfeldolgozó, 1965-ben tejfeldolgozó kombinátot adták át; a 21. század elején mindkét létesítmény részvénytársasággá alakulva folytatta működését.
Az 1970-es évek végére szintetikus kaucsukot előállító gyár épült (a város mellett). Napjainkban Uralorgszerviz Rt néven a SZIBUR holding leányvállalataként működik. Országos jelentőségű kőolajvegyészeti gyár, nagy teljesítményű gázfrakciós üzeme van. Többek között cseppfolyós gázokat (propán, bután, izobután, izopentán), továbbá metil-tercier-butil-étert (MTBE, benzinadalék), izobutilént (izobutént), benzolt, ipari felhasználásra szánt benzint állítanak elő. A gyár mellett és azzal egy időben épült hőreőmű (TEC-18) eredetileg főként a gyár energiaszükségletét biztosította. Az 1990-es években a gyár befejezte az erőműben termelt gőz felhasználást. A földgázon működő erőmű biztosítja a város hőellátását.
1998-ban a város melletti Szutuzovo ipari zónában gáztűzhelygyár kezdte meg a termelést. Az import technológiára épülő Csajkovszkiji Gázkészülékgyár háztartási elektromos- és gáztűzhelyeket állít elő.
A város mellett 2013-ban új termelőüzem építése kezdődött. A csővezetékek és kompresszorállomások építéséhez használt szerelvények, csővezeték idomok gyártására szakosodott üzem első egységének átadását 2015 elejére tervezték.